# Chloroclystis jansei
Chloroclystis jansei är en fjärilsart som beskrevs av Louis Beethoven Prout 1937. Chloroclystis jansei ingår i släktet Chloroclystis och familjen mätare. Inga underarter finns listade i Catalogue of Life.